# 半中線皺葉刺節蜱
半中線皺葉刺節蜱（学名：Phyllocoptruta dimidius）为節蜱科皺葉刺節蜱屬下的一个种。